# Dzielnica muzyczna w Bydgoszczy
Dzielnica muzyczna (również jako Wiolinów lub Wiolinowo) – obszar o powierzchni 12 ha we wschodniej części Śródmieścia Bydgoszczy, na którym skoncentrowane są obiekty kulturalne, uczelnie i szkoły muzyczne.

## Położenie i charakterystyka
Granice dzielnicy muzycznej wyznaczają ulice: od wschodu ul. Staszica, od zachodu ul. Gdańska, od północy al. Mickiewicza i od południa ul. Kołłątaja. Centralny akcent dzielnicy muzycznej zajmuje park im. Jana Kochanowskiego.
Na tym terenie zlokalizowanych jest część bydgoskich instytucji kulturalnych, w tym zwłaszcza muzycznych:
- Filharmonia Pomorska im. Ignacego Jana Paderewskiego,
- Akademia Muzyczna im. Feliksa Nowowiejskiego,
- Zespół Szkół Muzycznych im. Artura Rubinsteina,
- Teatr Polski im. Hieronima Konieczki,
- Polskie Radio Pomorza i Kujaw.

W otoczeniu szkół i placówek kulturalnych znajduje się Bydgoska Fontanna Multimedialna oraz galeria pomników kompozytorów i wirtuozów muzyki poważnej, oraz kilka innych monumentów, w tym posąg Łuczniczki uznawany za symbol Bydgoszczy.

## Historia
Kształt urbanistyczny terenu, na którym znajduje się dzielnica muzyczna, powstał w latach 1896-1903. Obszar ten zyskał projekt urbanistyczny, nawiązujący do koncepcji miasta-ogrodu. Ruch budowlany skupiał się tutaj przede wszystkim w latach 1900-1914. Powstały generalnie w stylu tzw. berlińskiej secesji i modernizmu zwarte ciągi zabudowy czynszowej uzupełnione willami mieszkalnymi oraz gmachami dla oświaty i administracji.
Pośrodku nowej dzielnicy, wzdłuż al. Mickiewicza założono park im. Jana Kochanowskiego. Po zachodniej stronie parku usytuowano gmach miejskiego starostwa powiatowego (1904-1906), zaś po wschodniej budynki oświatowe, użytkowane przez szkoły średnie.
W latach 40. i 50. XX w. na tym obszarze zbudowano dwa obiekty kulturalne: Teatr Polski (1949) i Filharmonię Pomorską (1958) oraz zlokalizowano Zespół Szkół Muzycznych. W 1960 r. na terenie parku przed Teatrem Polskim ustawiono posąg Łuczniczki, uznawany za symbol miasta, a w 1968 r. pomnik Henryka Sienkiewicza, odbudowany w miejscu, gdzie w 1927 r. ustawiono pierwszy w Polsce monument ku czci pisarza. Dodatkowo w 1975 r. po reformie administracyjnej i związanej z nią likwidacji powiatów, opuszczony budynek starostwa (stojący naprzeciw filharmonii) został przejęty przez Akademię Muzyczną. W następnych latach okoliczne kamienice zostały zaadaptowane przez uczelnię na „domy studenta”. W 1973 r. z inicjatywy długoletniego dyrektora i budowniczego Filharmonii Pomorskiej Andrzeja Szwalbe, w otoczeniu filharmonii i w parku Jana Kochanowskiego rozpoczęto stawianie pomników wybitnych kompozytorów polskich i zagranicznych oraz wirtuozów muzyki poważnej.
Istniejąca już infrastruktura oraz bliskie sąsiedztwo obiektów kulturalnych skłoniło dyrektora Filharmonii Pomorskiej Andrzeja Szwalbe do podjęcia działań w celu urzeczywistnienia jego autorskiej idei „bydgoskiej dzielnicy muzycznej”. Po konsultacjach z artystą Stanisławem Horno-Popławskim, w 1975 r. Zespół Usług Technicznych Oddziału Wojewódzkiego NOT w Bydgoszczy opracował projekt adaptacji parku im. Jana Kochanowskiego na potrzeby Bydgoskiej Dzielnicy Muzycznej. Największą ozdobą i wyróżnikiem projektowanej „dzielnicy” była istniejąca już częściowo galeria rzeźb-pomników polskich kompozytorów: Fryderyka Chopina, Ignacego Paderewskiego, Henryka Wieniawskiego, Karola Szymanowskiego, Stanisława Moniuszki, Grażyny Bacewicz. Na tle posągów powstał od strony parku salon muzyczny, w którym w latach 70. odbywały się „na żywo” recitale fortepianowe. W następnych latach wzdłuż parkowych alejek umieszczono kamienne i brązowe popiersia kolejnych wirtuozów: Karola Kurpińskiego, Mieczysława Karłowicza, Piotra Czajkowskiego, Ludwiga van Beethovena, Antonína Dvořáka, Ludomira Różyckiego, Igora Strawinskiego, Johanna Sebastiana Bacha, Claude Debussy. Jednocześnie od strony ul. Gdańskiej wzdłuż budynku Filharmonii powstał szeroki trakt, urozmaicony fontanną w kształcie organów, ozdobiony zielenią urządzoną i oświetlony stylowymi latarniami. Całość ozdobiono szatą roślinną, w której znalazło się m.in. 31 gatunków drzew. W celu stworzenia atmosfery ciszy i skupienia, w której możliwe byłoby słuchanie muzyki, zarówno granej w Filharmonii, jak i ćwiczonej w szkołach muzycznych, w latach 80. ograniczono ruch kołowy wokół gmachów Filharmonii Pomorskiej, Wyższej Szkoły Muzycznej i Zespołu Szkół Muzycznych. Odbyło się to poprzez odcięcie ul. Libelta, ograniczenie ruchu na ul. 20 stycznia 1920 oraz wyeliminowanie ruchu pojazdów szczególnie uciążliwych (ciężarówek, ciągników, motocykli).
W parkowym i willowym otoczeniu powstała w ten sposób tzw. bydgoska dzielnica muzyczna, gdzie na stosunkowo niewielkiej przestrzeni skoncentrowane zostały szkoły i instytucje kulturalne, obiekty małej architektury, a z okien szkół i uczelni muzycznych słyszana była przez przechodniów muzyka.
W 2007 na placu przed filharmonią ustawiono pomnik Andrzeja Szwalbego, który w kluczowej mierze przyczynił się do powstania dzielnicy muzycznej w Bydgoszczy. W maju 2014 przed Filharmonią uruchomiono Bydgoską Fontannę Multimedialną.

## Galeria

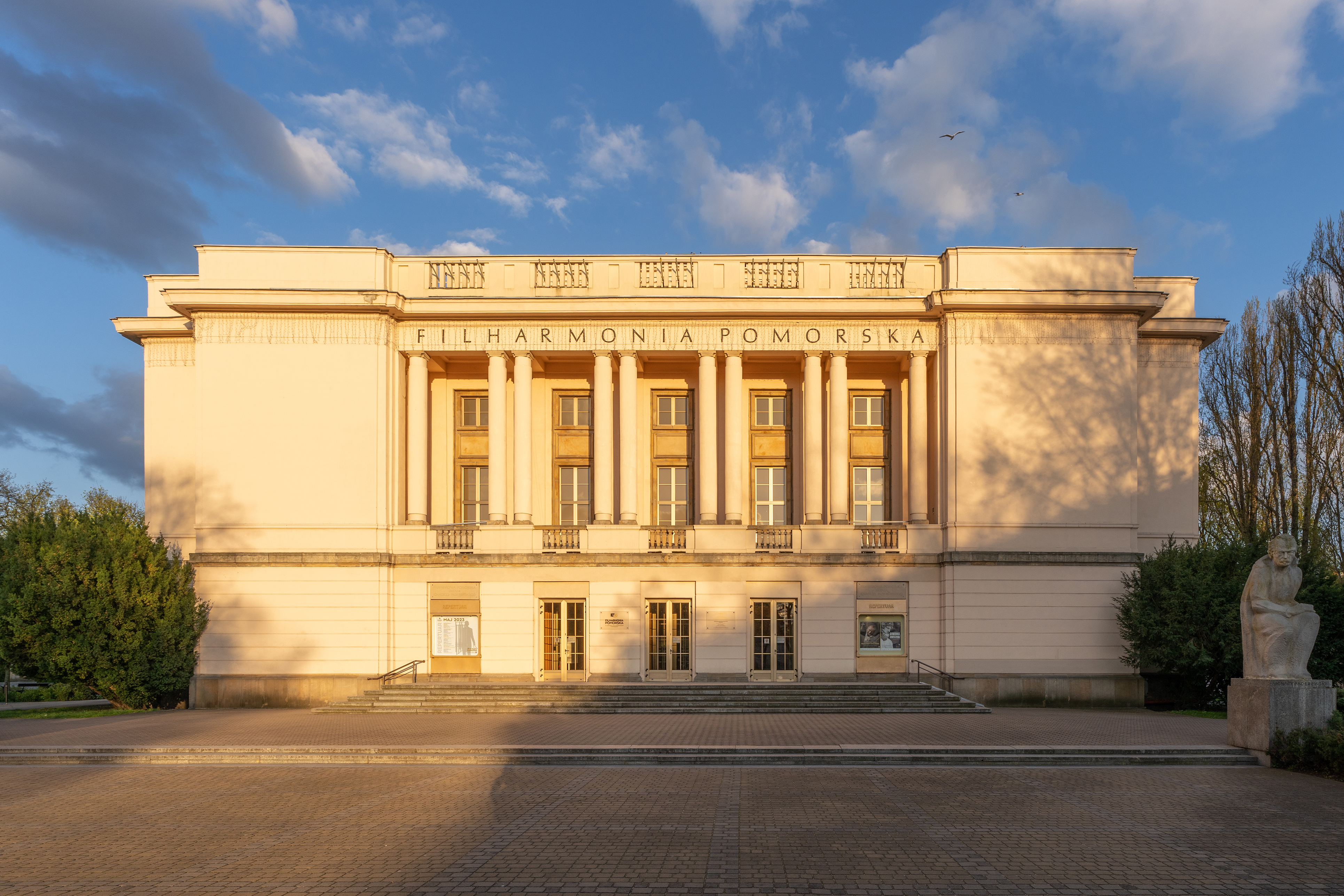
Filharmonia Pomorska
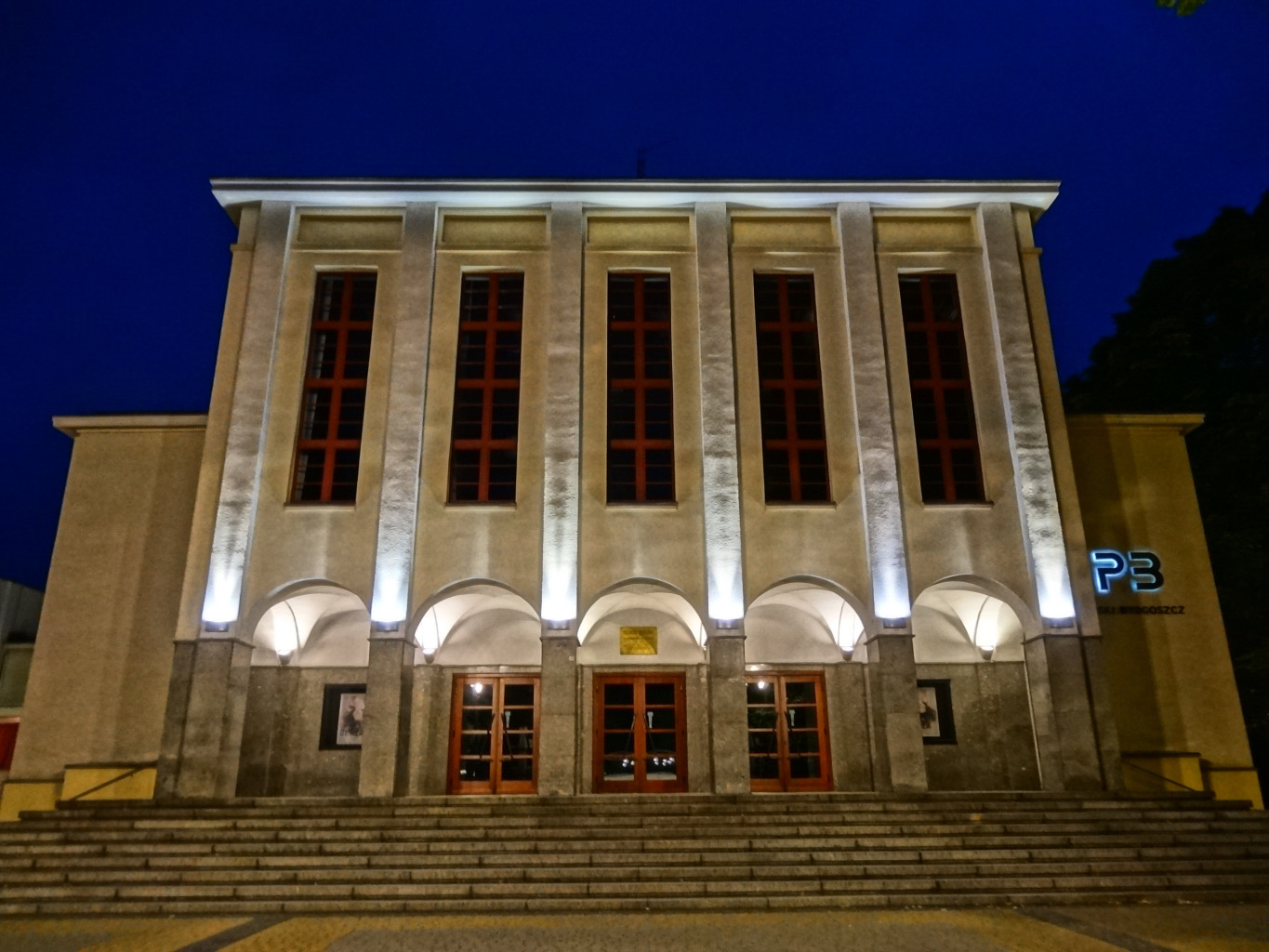
Teatr Polski
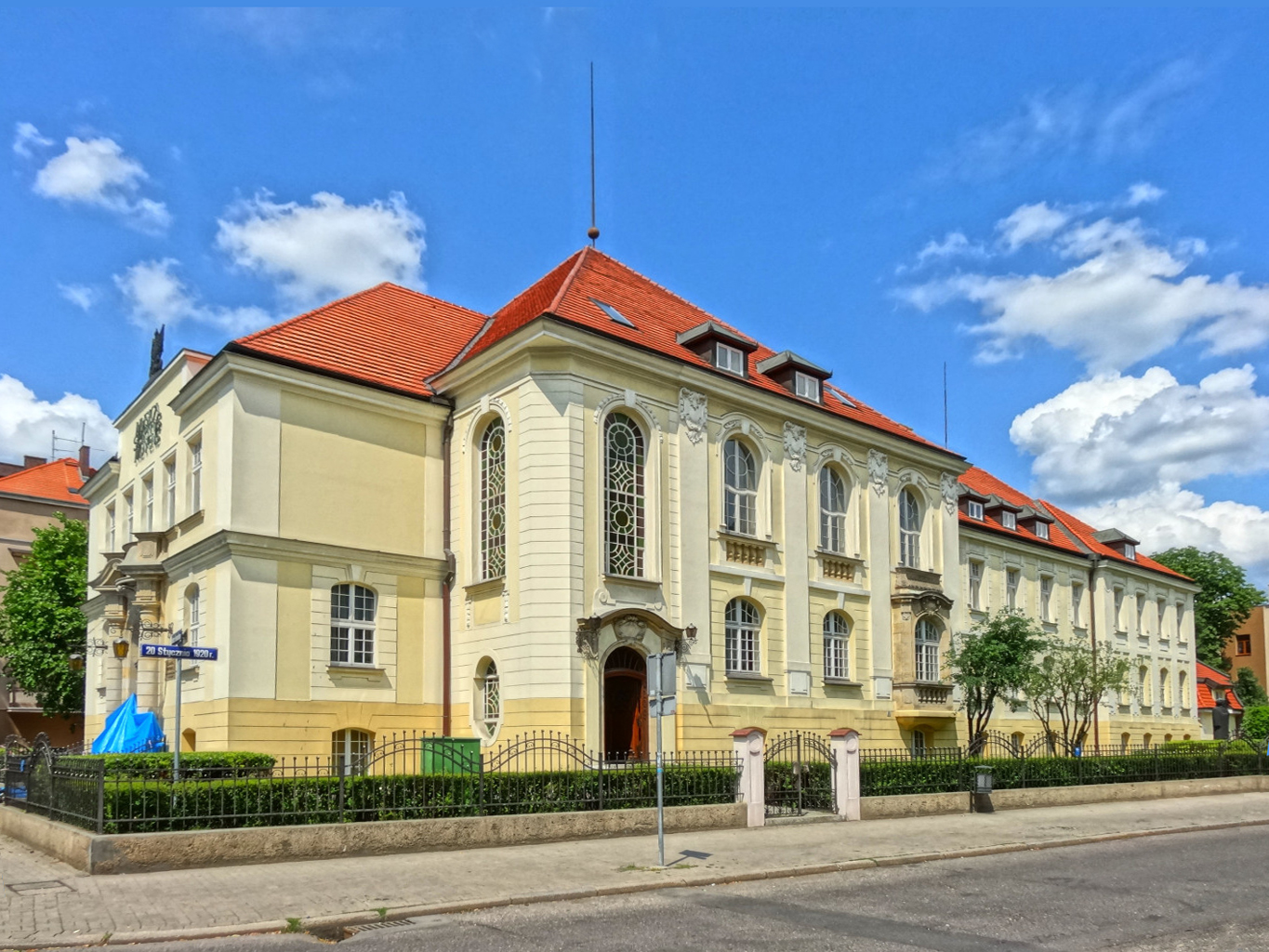
Akademia Muzyczna
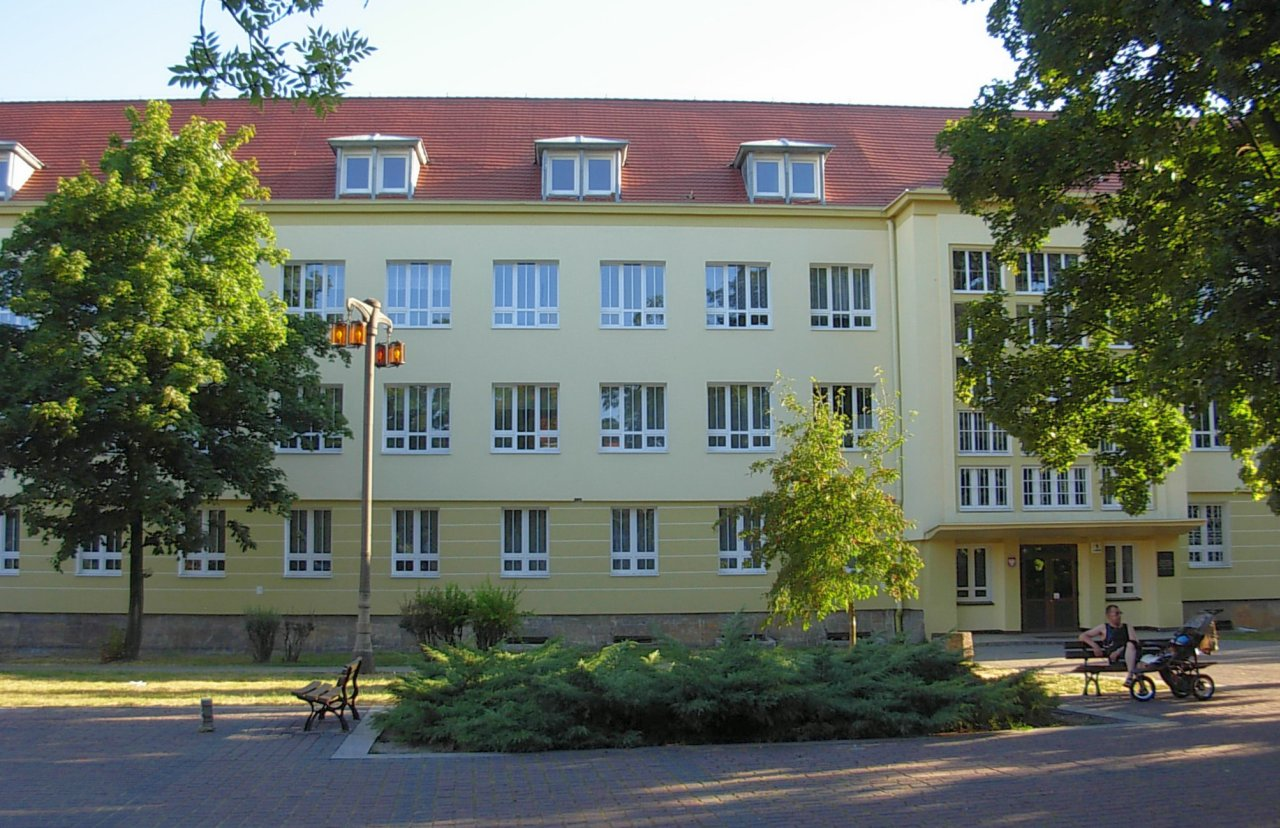
Zespół Szkół Muzycznych
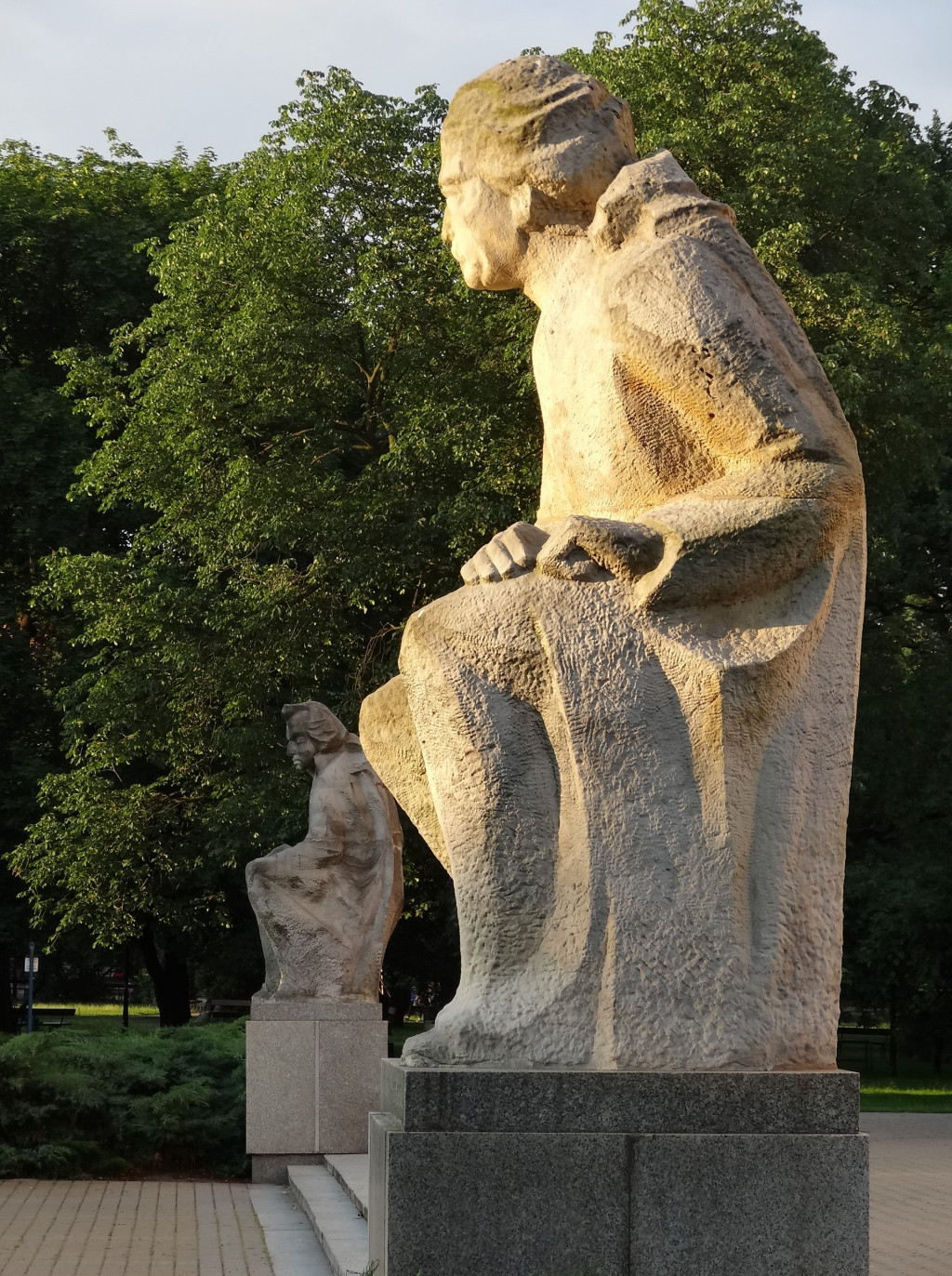
Kompozytorzy
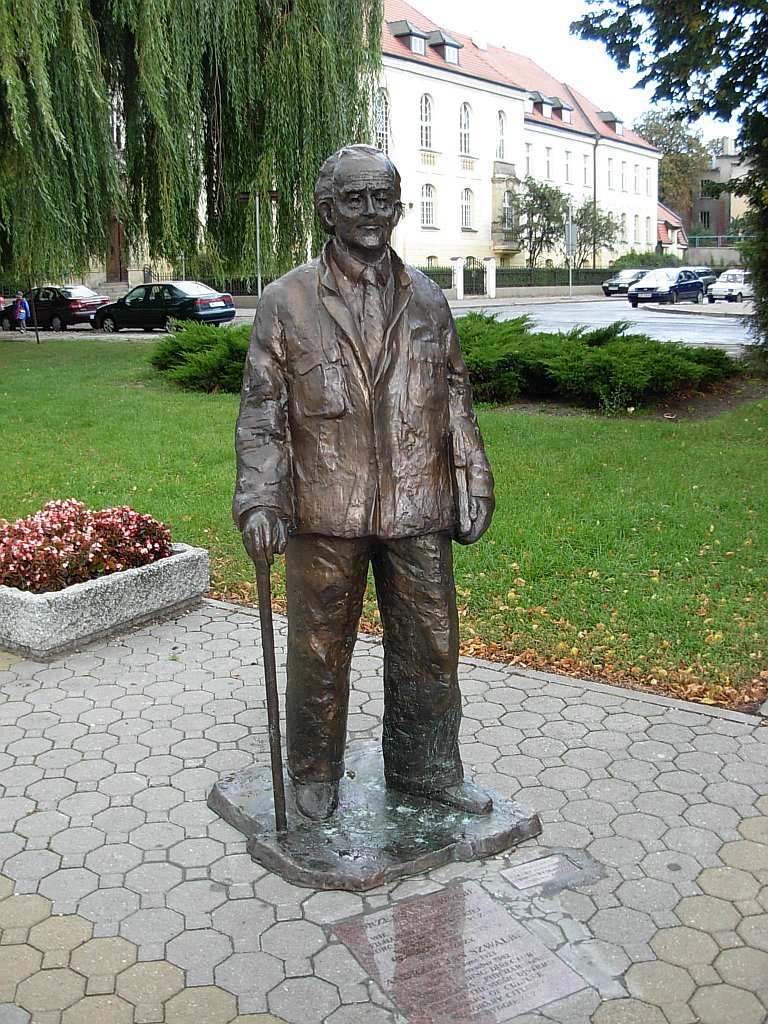
Pomnik Andrzeja Szwalbe
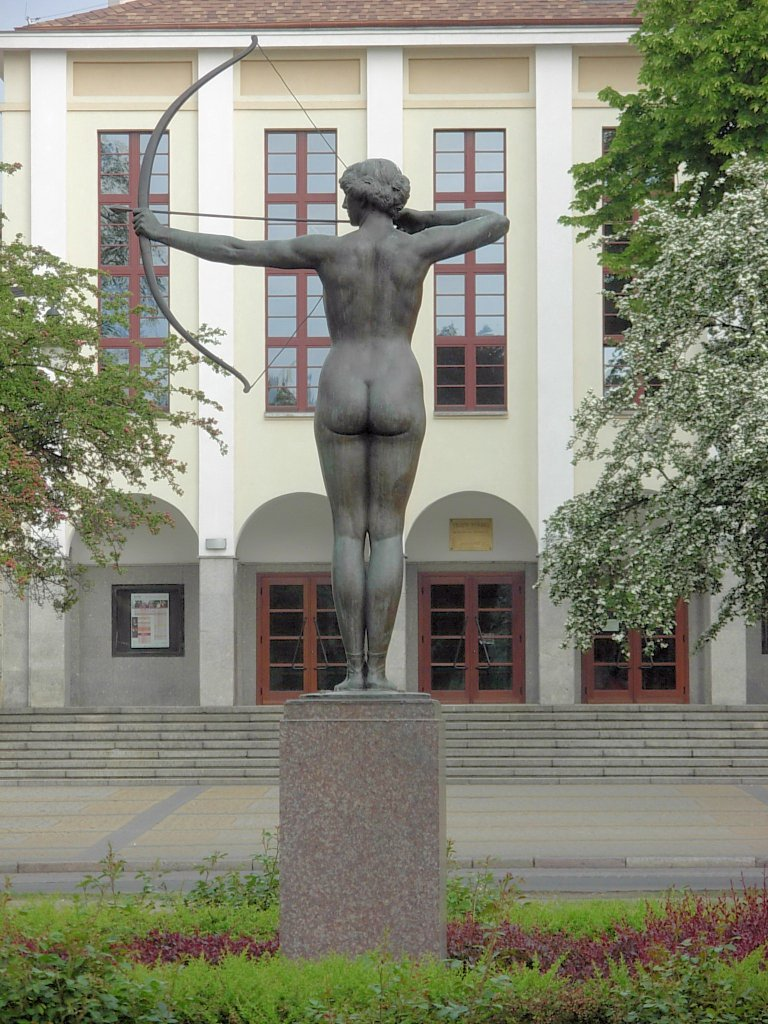
Łuczniczka przed Teatrem Polskim
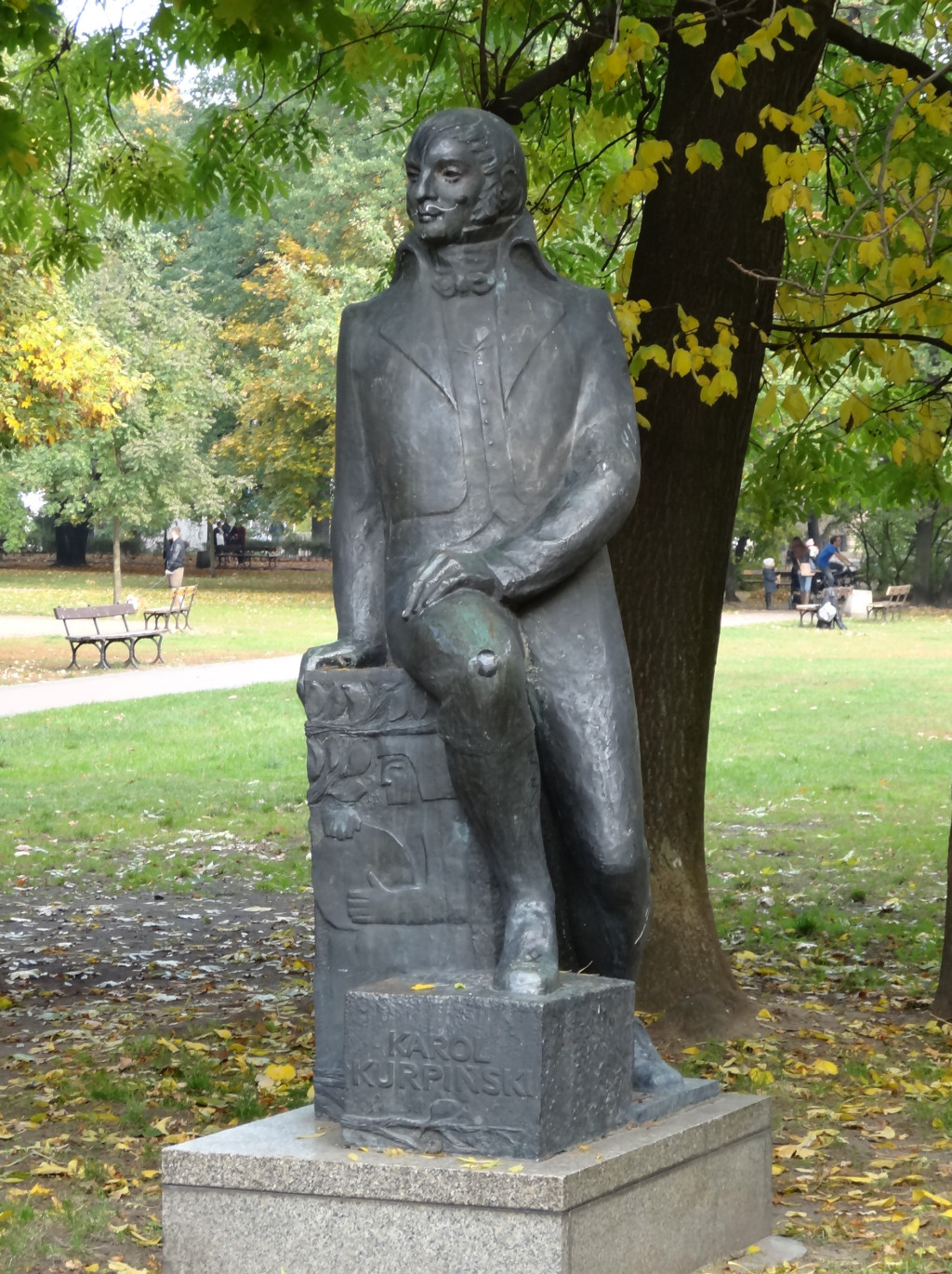
Rzeźba Karola Kurpińskiego
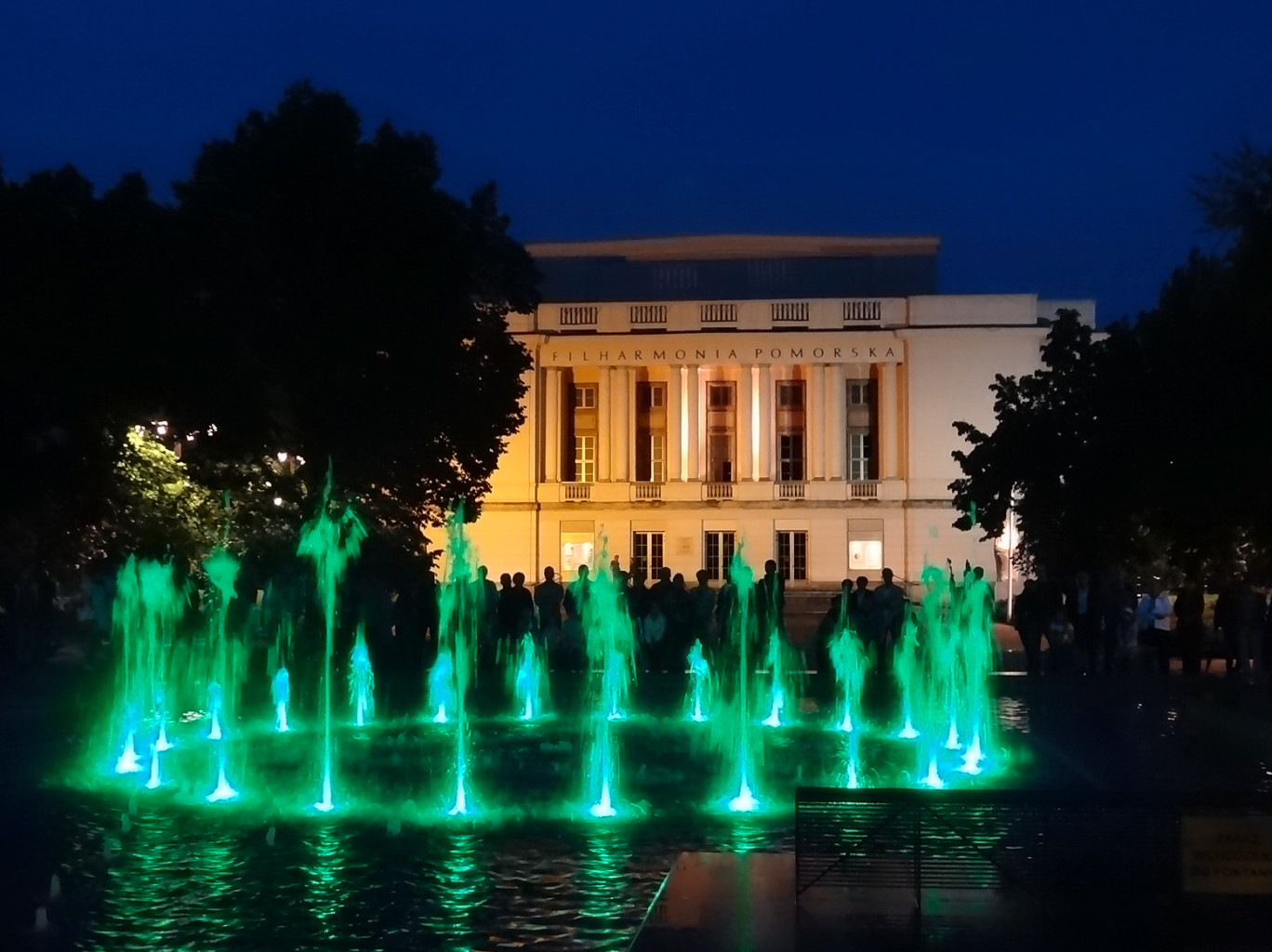
Bydgoska Fontanna Multimedialna
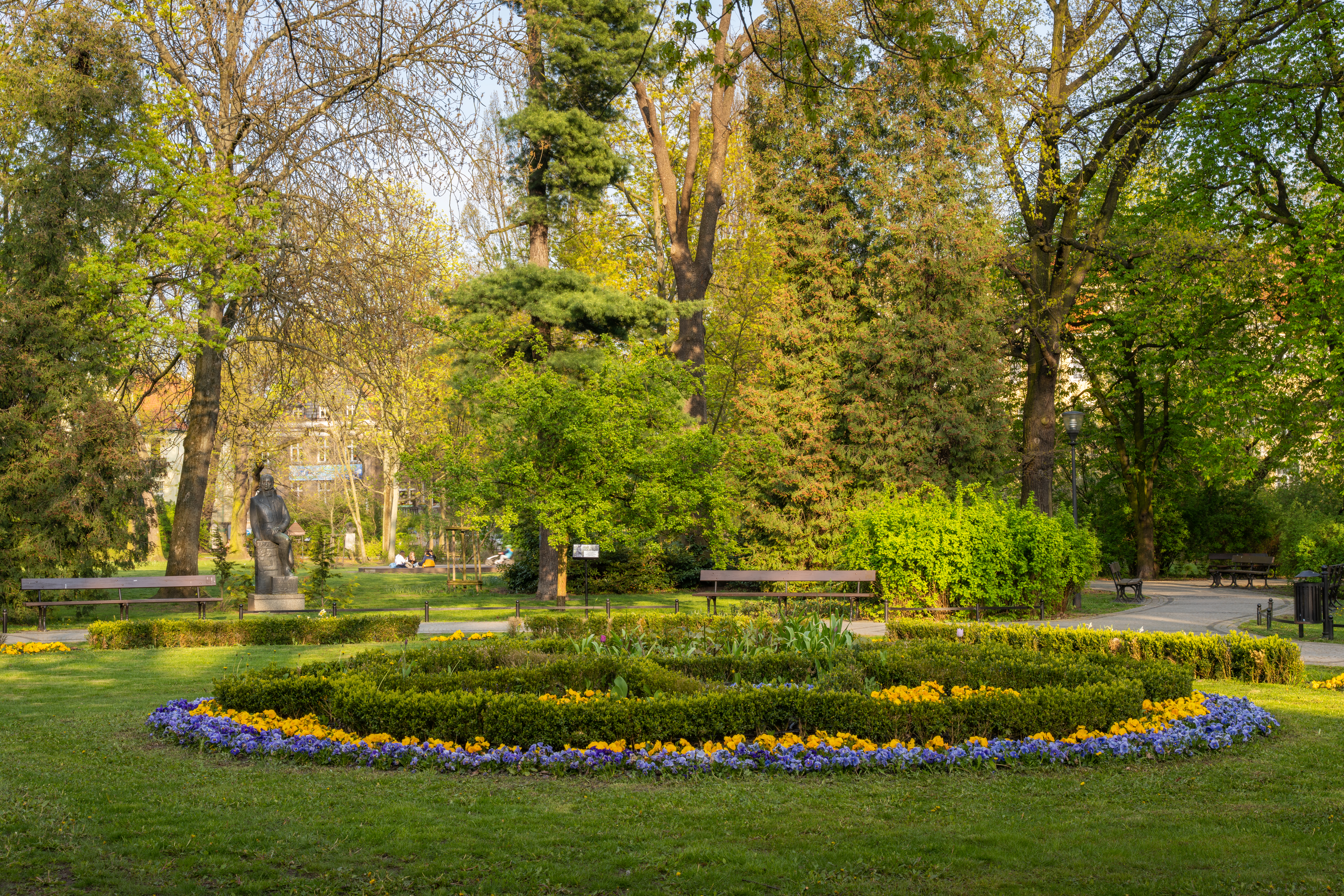
W parku Jana Kochanowskiego
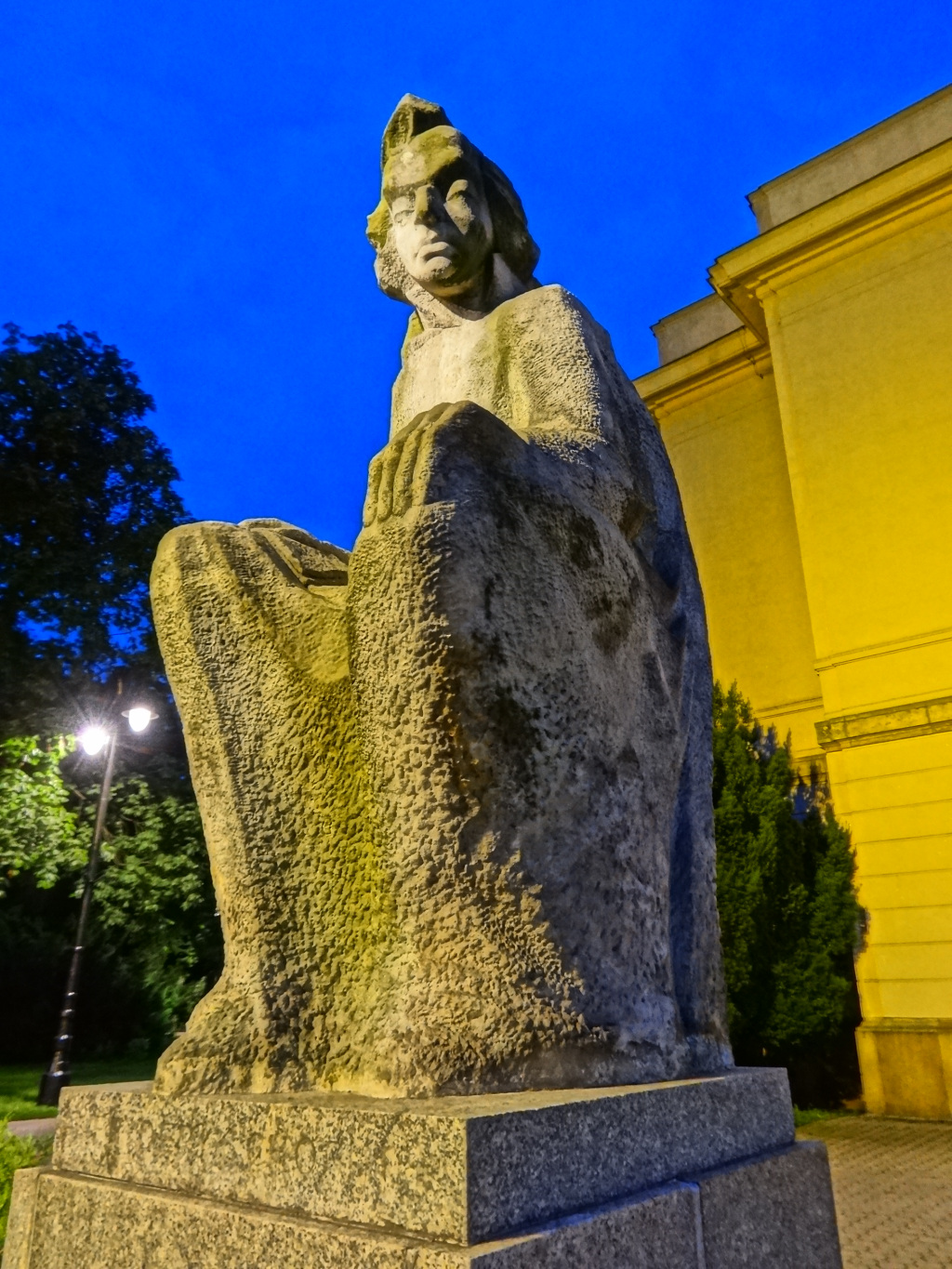
Fryderyk Chopin
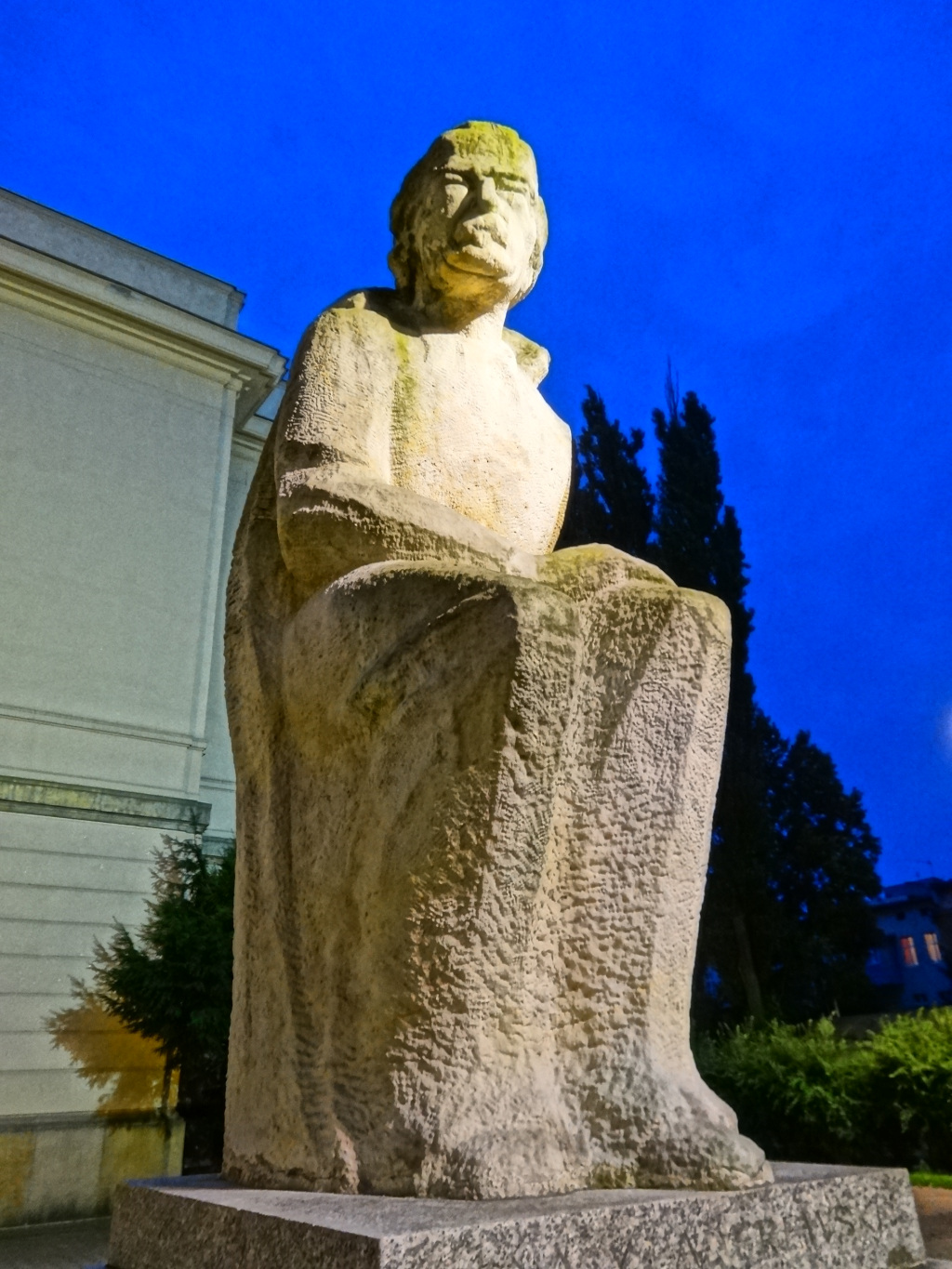
Ignacy Jan Paderewski
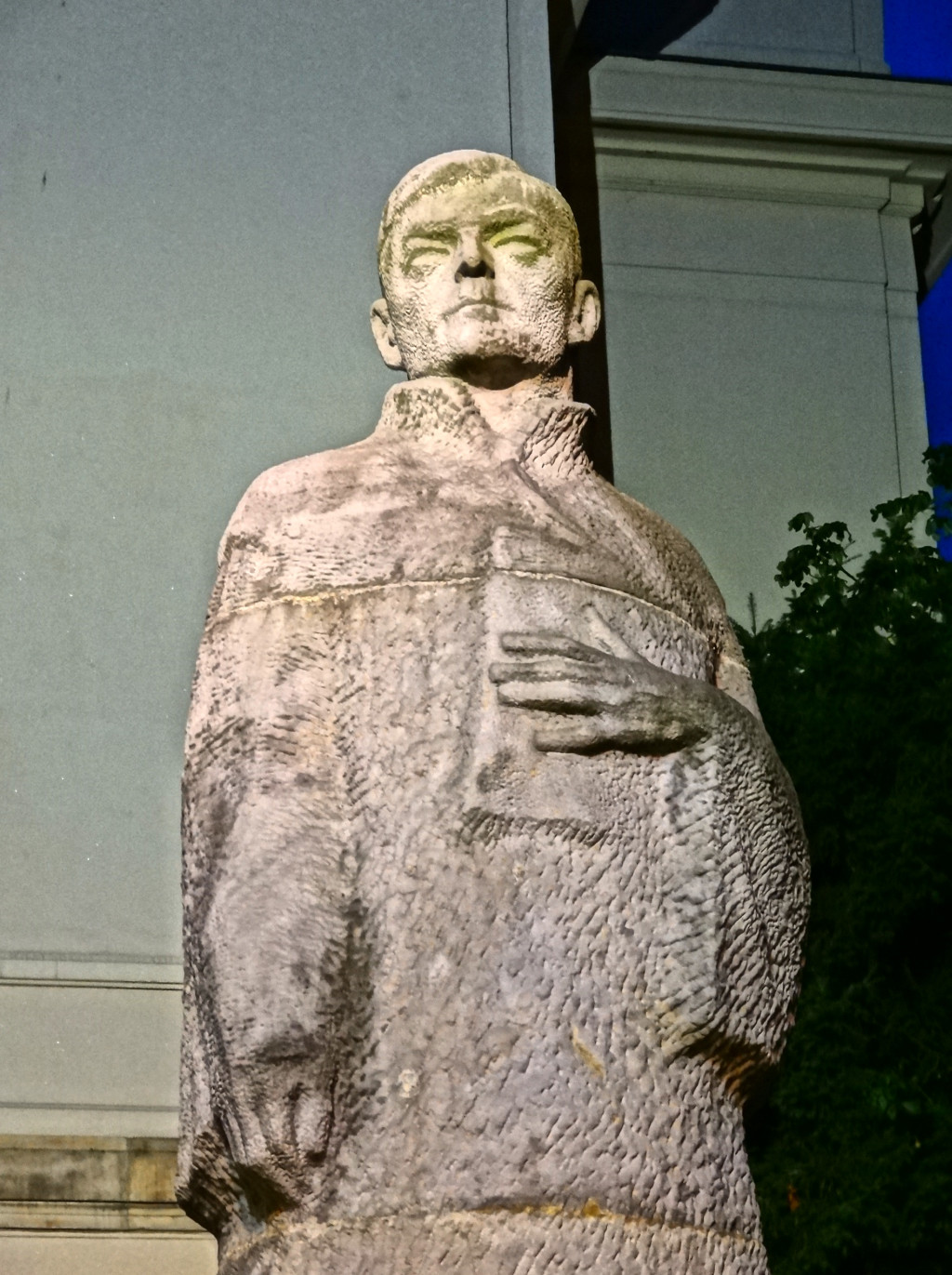
Karol Szymanowski
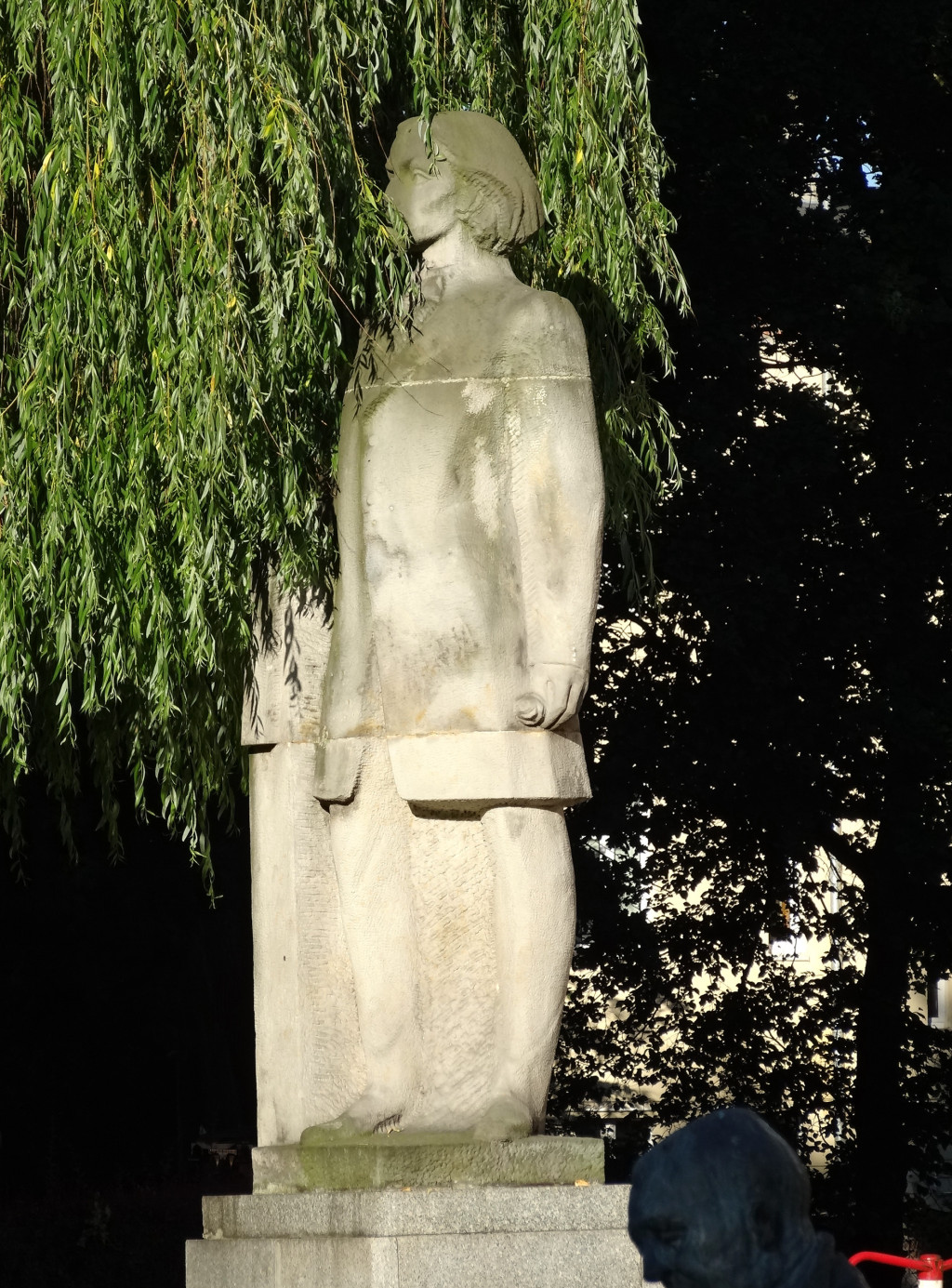
Henryk Wieniawski
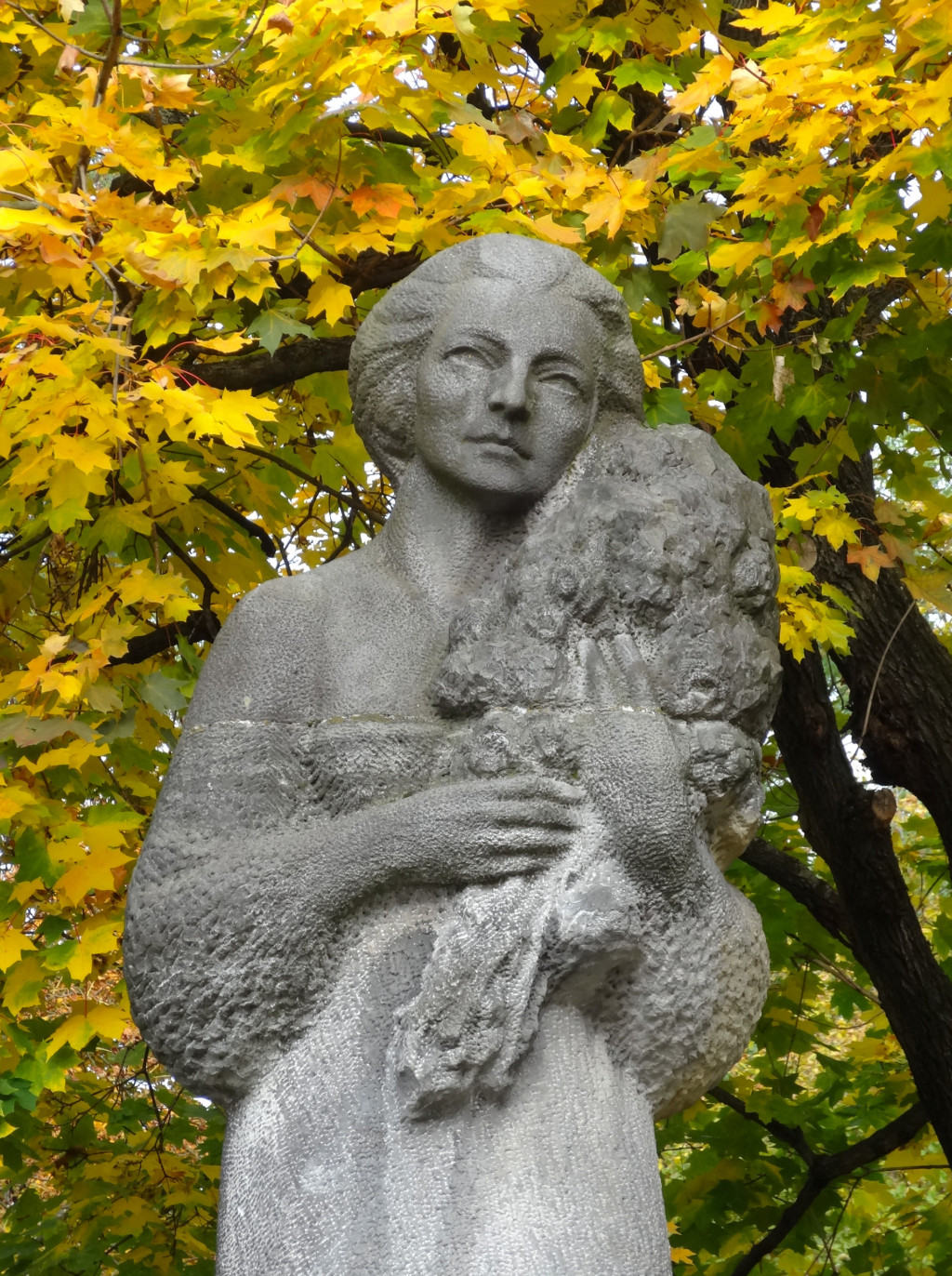
Grażyna Bacewicz
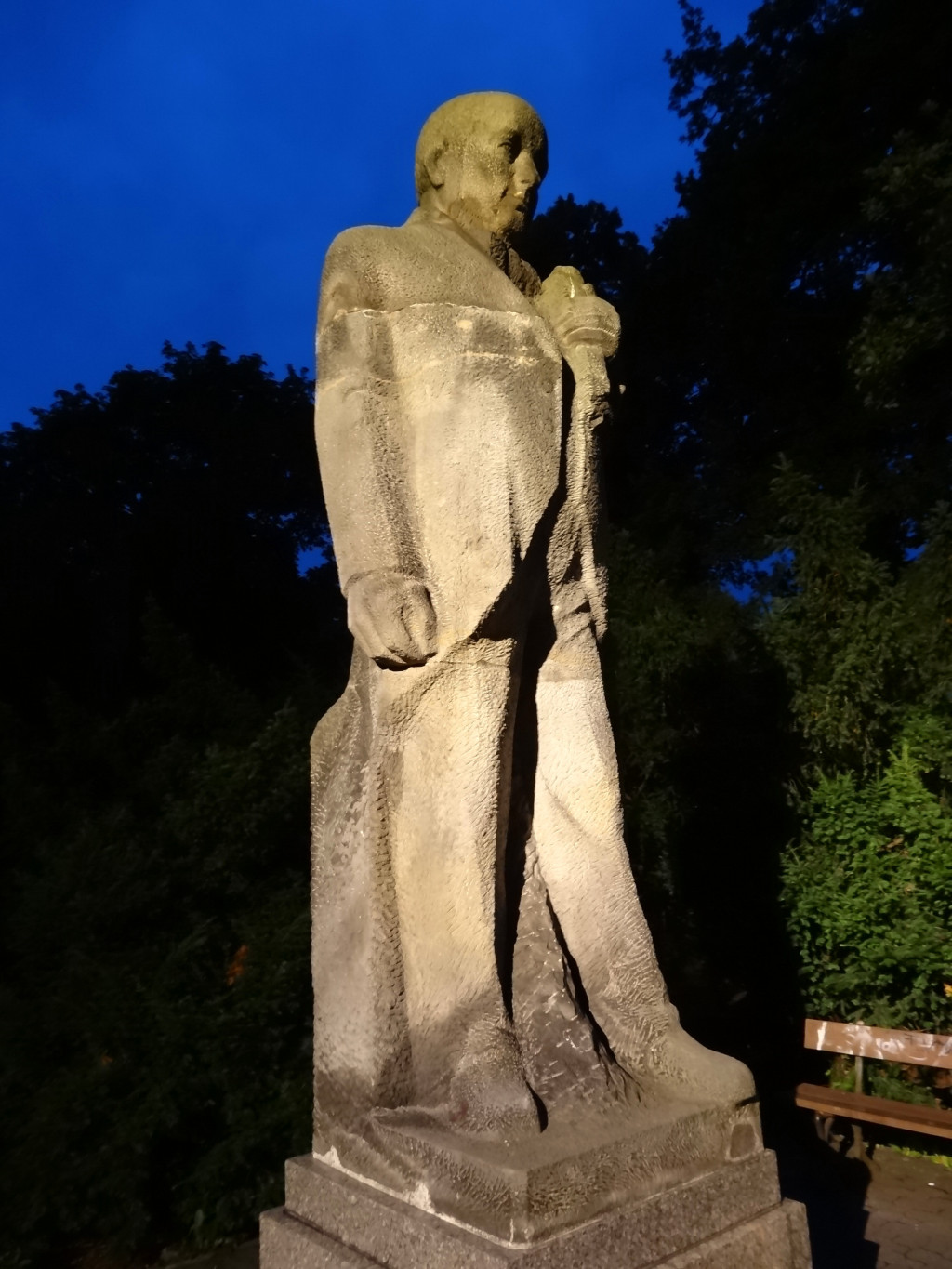
Stanisław Moniuszko
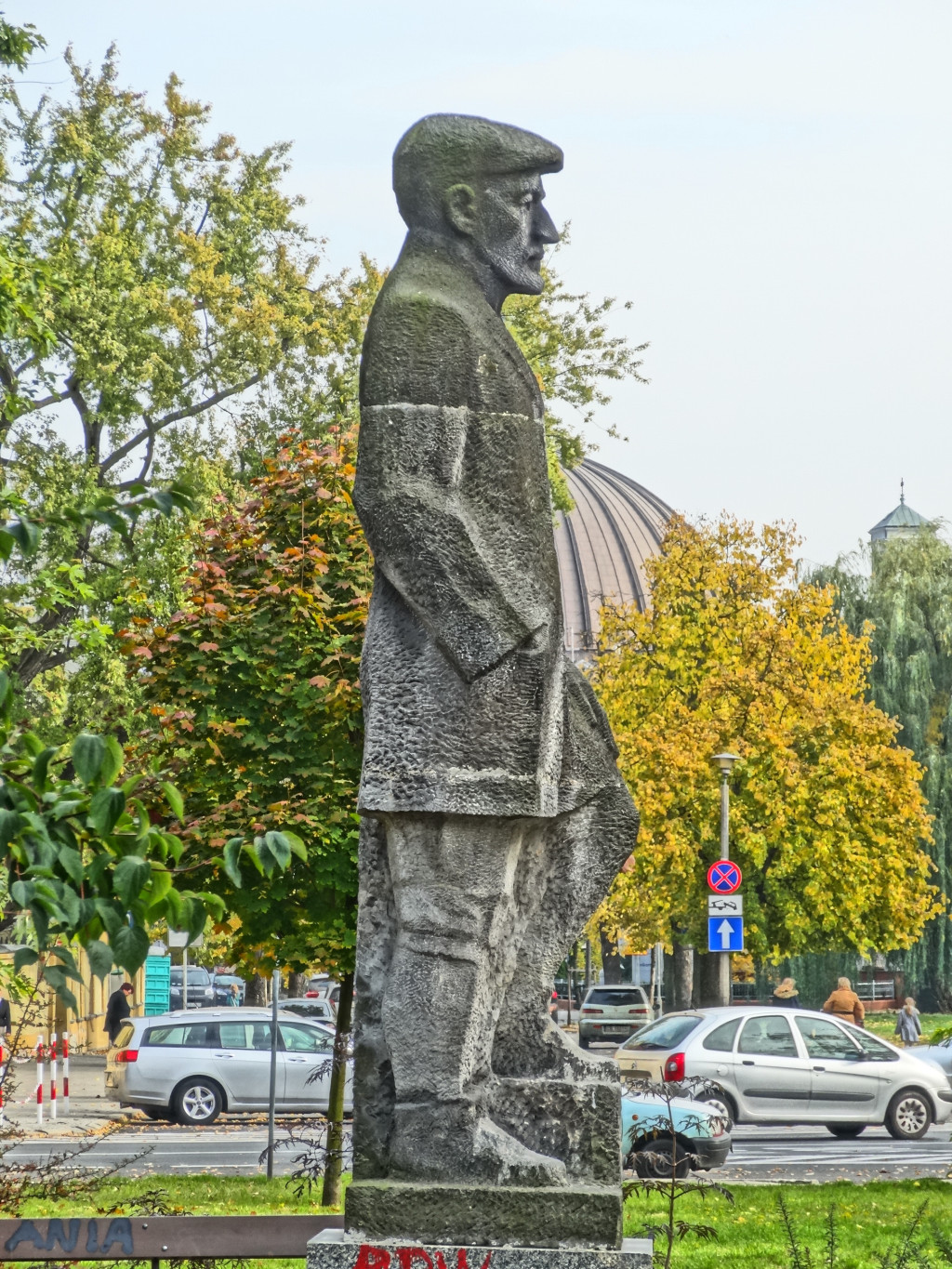
Mieczysław Karłowicz
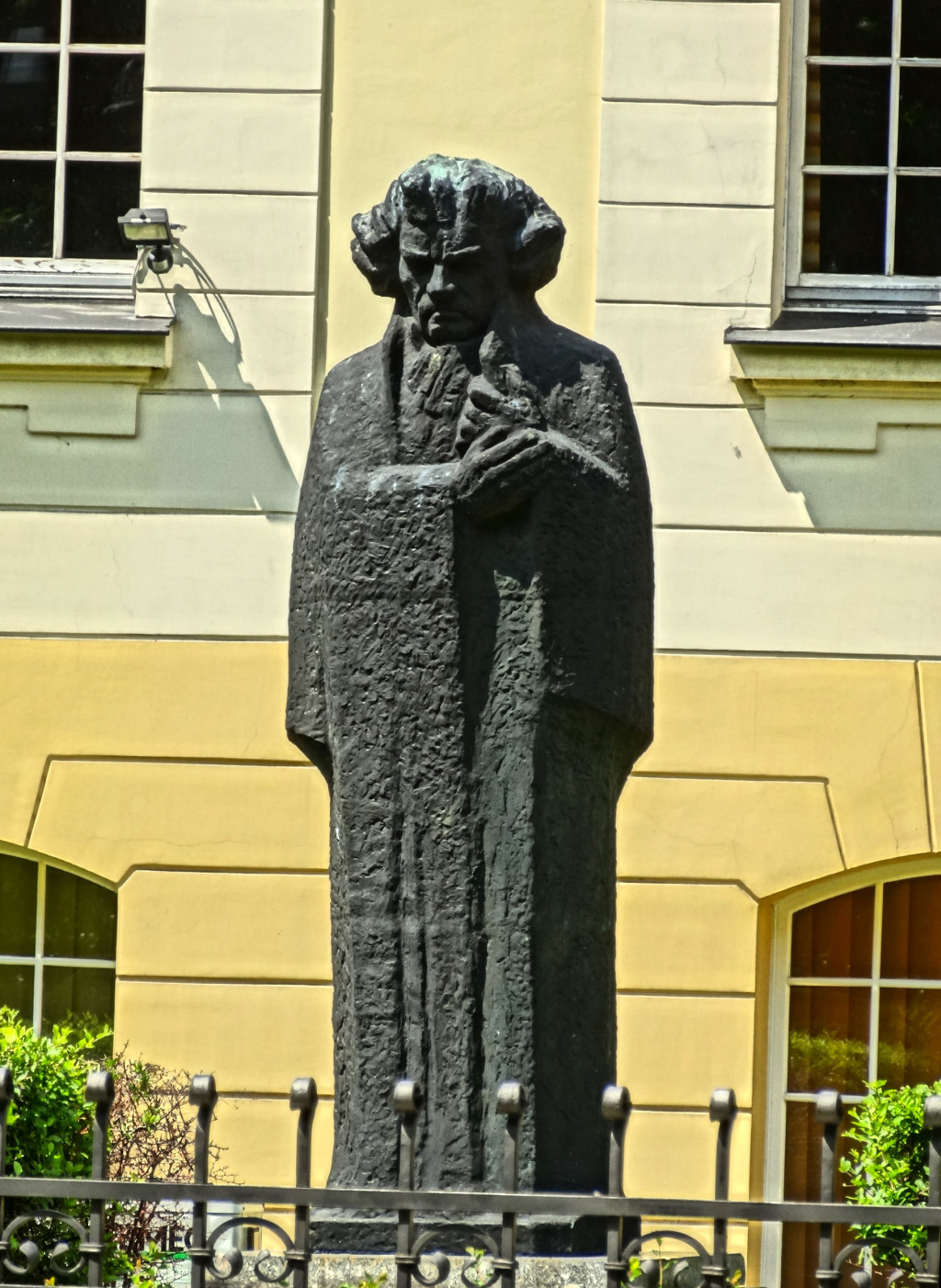
Ludwig van Beethoven
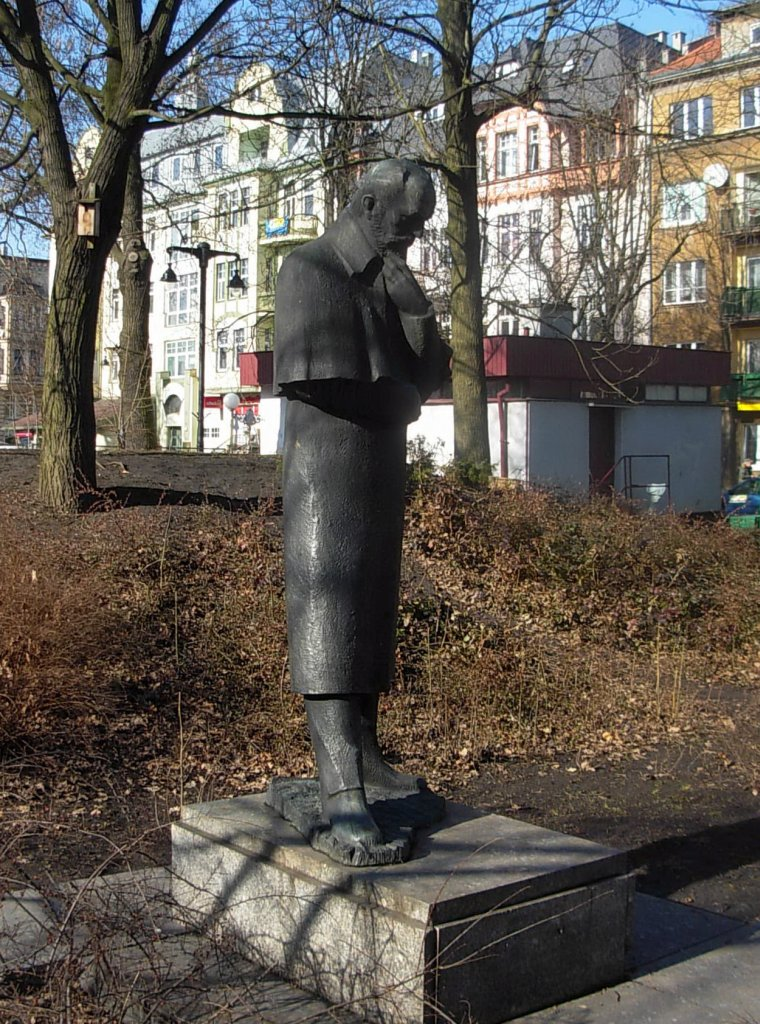
Piotr Czajkowski
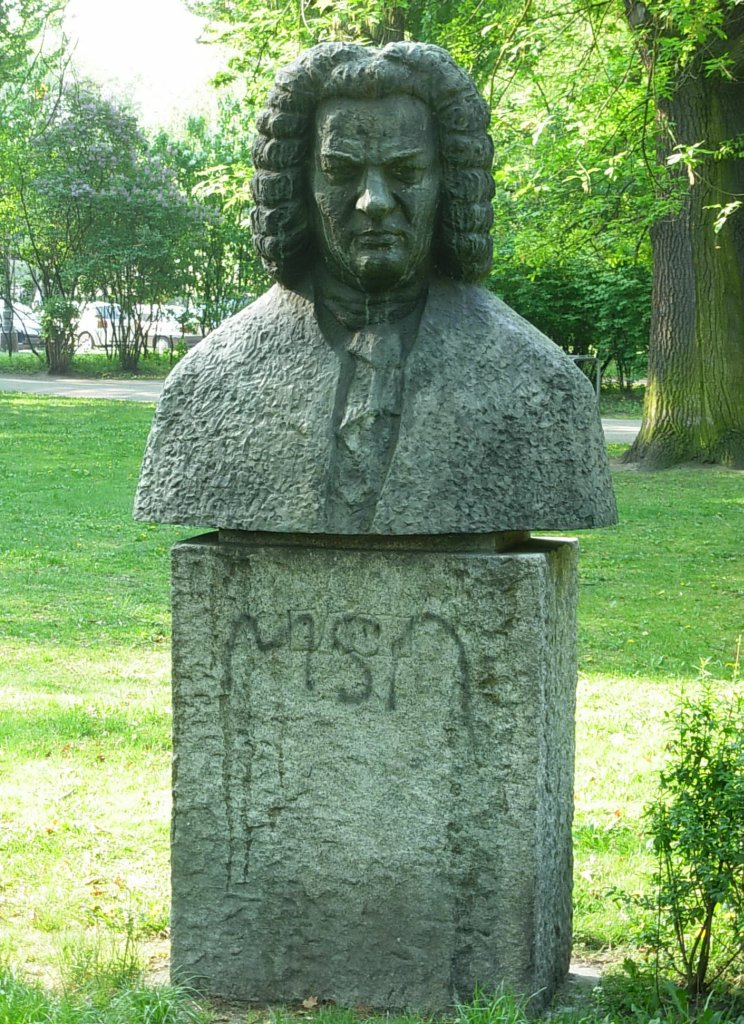
Johann Sebastian Bach
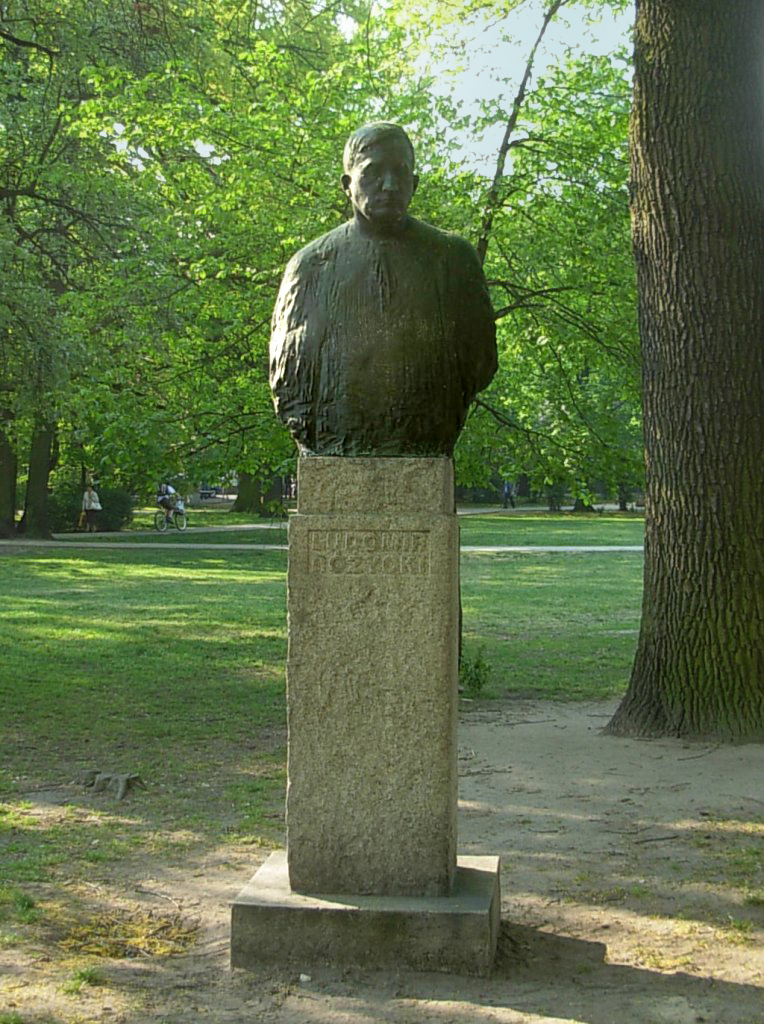
Ludomir Różycki
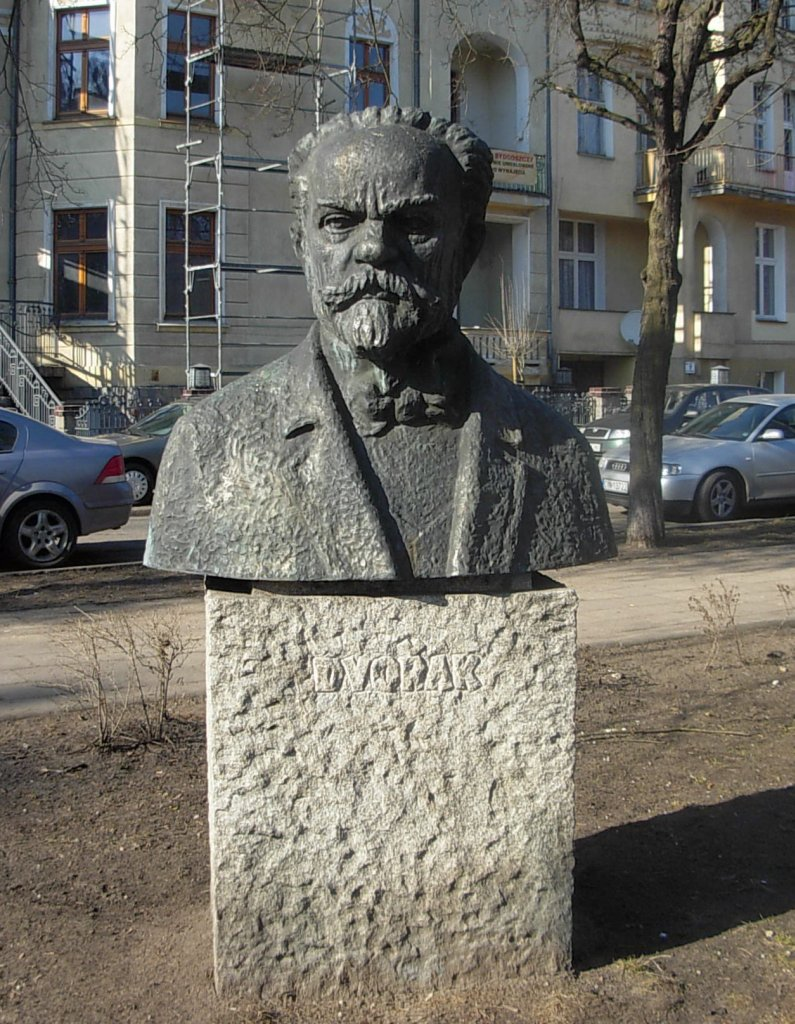
Antonín Dvořák
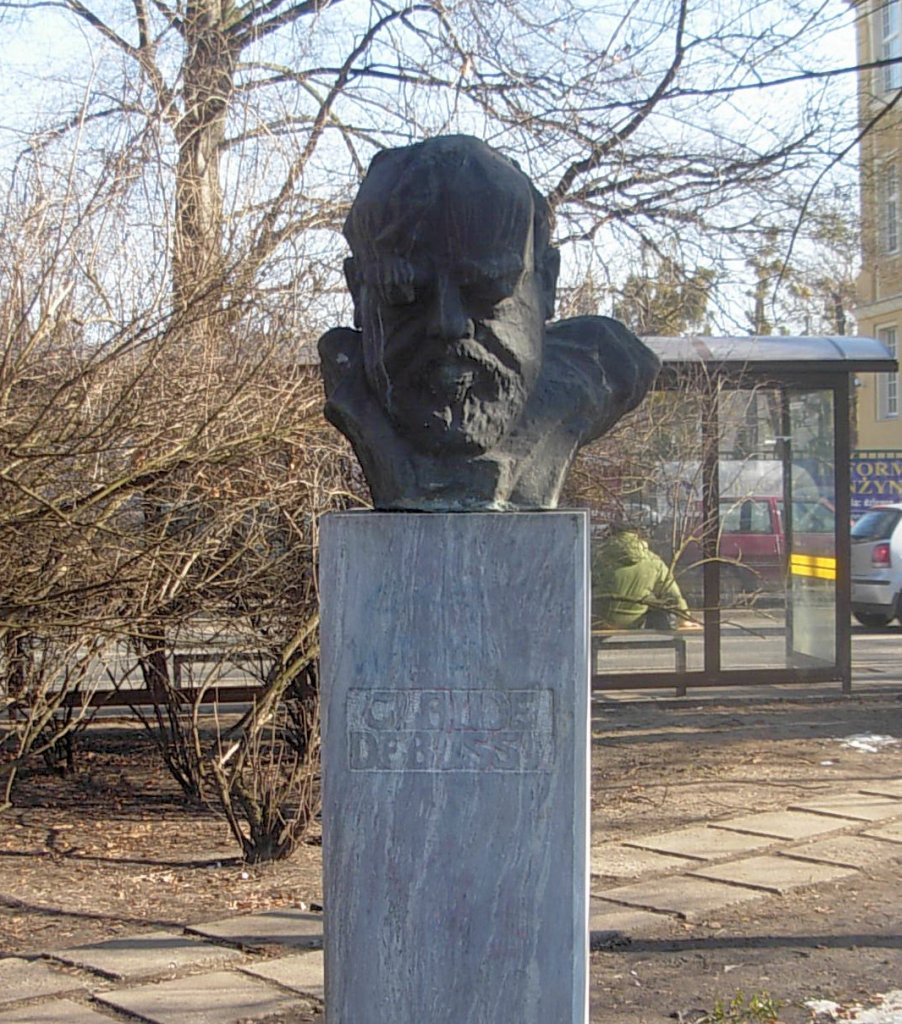
Claude Debussy
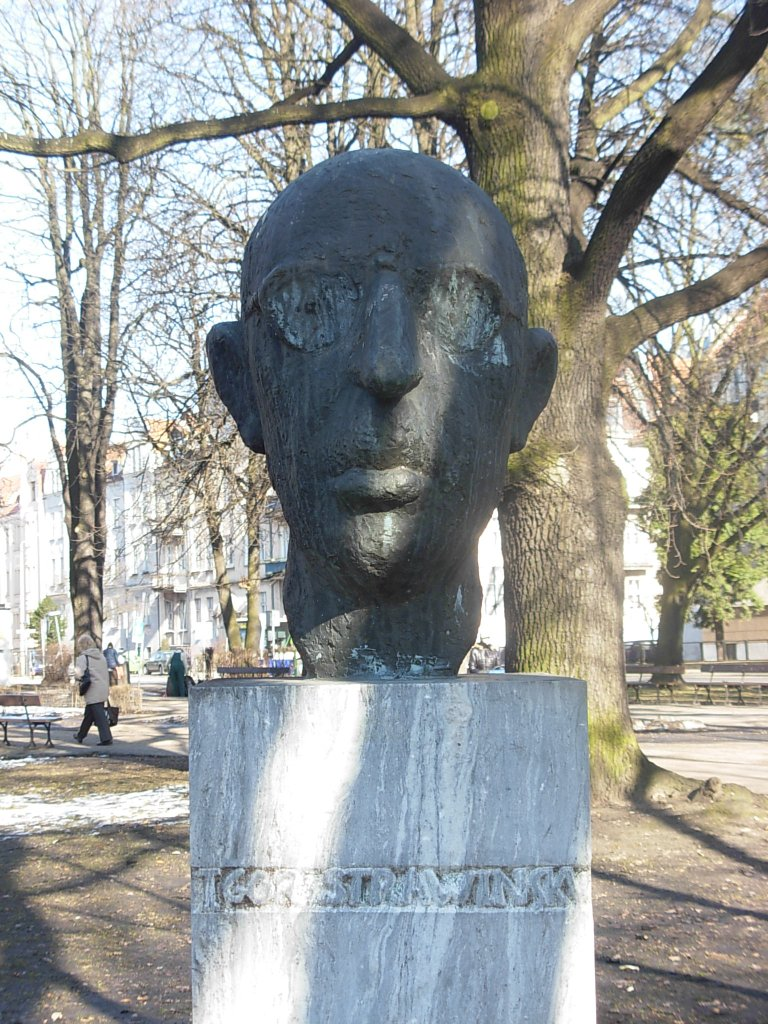
Igor Strawinski